# Yuxian
Yuxian (ur. 1842, zm. 22 lutego 1901) – chiński polityk.
Był Mandżurem należącym do żółtej chorągwi, w egzaminach urzędniczych uzyskał najniższy stopień jiansheng. Wykorzystując koneksje (jego ojciec był urzędnikiem w prowincji Guangdong) oraz rodzinny majątek „kupił” w 1879 roku urząd prefekta. Od 1897 pełnił funkcję gubernatora prowincji Szantung. Wsparł powstanie bokserów. W listopadzie 1899, pod naciskiem mocarstw kolonialnych, został przeniesiony na stanowisko gubernatora Shanxi. Przyczynił się do zmiany polityki dworu cesarskiego wobec bokserów (yihequanów), umiejętnie podsycając ksenofobiczne nastroje członków elity rządzącej. Po rozbiciu oddziałów powstańczych przez wojska ekspedycyjne państw zachodnich został stracony.